# Joaquín Paredes
Joaquín Paredes (Quito; c. octubre de 1769 - Lima; 13 de julio de 1858) fue un sacerdote y político peruano. 
Si bien nació en Quito, fue declarado peruano de nacimiento por decreto del Congreso Constituyente el 15 de febrero de 1825. Fue diputado constituyente por el departamento del Cusco en el Congreso Constituyente de 1822 que elaboró la primera constitución política del país.
Asimismo, desde 1825 hasta 1836 fue el segundo director de la Biblioteca Nacional del Perú nombrado por Simón Bolívar.